# Clairol Crown 1980, одиночний розряд
В одиночному розряді тенісного турніру Clairol Crown 1980, який проходив в рамках циклу незалежних жіночих тенісних турнірів 1980 року, Трейсі Остін здобула титул, у фіналі перемігши Мартіну Навратілову 7-5, 6-2.

## Основна сітка

### Легенда
| - Q = Кваліфаєр - WC = Вайлд-кард - LL = Щасливий лузер | - Alt = Заміна - SE = Виняток - PR = Захищений рейтинг | - w/o = Без гри - r = Зняття - d = Присуджено перемогу |

|  | 1-ше коло           | 1-ше коло           | 1-ше коло    | 1-ше коло | 1-ше коло |   |                     | Фінал               | Фінал | Фінал | Фінал | Фінал |
|  |                     |                     |              |           |           |   |                     |                     |       |       |       |       |
|  | Мартіна Навратілова | Мартіна Навратілова | 4            | 7         | 6         |   |                     |                     |       |       |       |       |
|  | Біллі Джин Кінг     | Біллі Джин Кінг     | 6            | 6         | 0         |   |                     |                     |       |       |       |       |
|  | Біллі Джин Кінг     | Біллі Джин Кінг     | 6            | 6         | 0         |   | Мартіна Навратілова | Мартіна Навратілова | 5     | 2     |       |       |
|  |                     |                     |              |           |           |   | Мартіна Навратілова | Мартіна Навратілова | 5     | 2     |       |       |
|  |                     | Трейсі Остін        | Трейсі Остін | 7         | 6         |   |                     |                     |       |       |       |       |
|  | Трейсі Остін        | Трейсі Остін        | Трейсі Остін | 7         | 6         | 6 | 6                   |                     |       |       |       |       |
|  | Трейсі Остін        | Трейсі Остін        |              |           |           | 6 | 6                   |                     |       |       |       |       |
|  | Івонн Гулагонг      | Івонн Гулагонг      | 4            | 3         |           |   |                     |                     |       |       |       |       |